# 塞利
塞利（法語：Cély，法語發音：[seli] ⓘ），又称比耶尔地区塞利（Cély-en-Bière，[seli ɑ̃ bjɛʁ]），是法国中北部法蘭西島大區塞纳-马恩省的一个市镇，属于枫丹白露区。 

## 地理
塞利（48°27'33"N, 2°31'54"E）面积6.19 平方千米，位于法国法蘭西島大區塞纳-马恩省，该省份为法国北部内陆省份，北起瓦兹省，西接埃松省、马恩河谷省、塞纳-圣但尼省和瓦兹河谷省，南至卢瓦雷省，东南接约讷省，东临马恩省和奥布省，东北接埃纳省。
与塞利接壤的市镇（或旧市镇、城区）包括：佩尔特、埃科勒河畔圣日耳曼、库朗斯、达讷穆瓦、埃科勒河畔苏瓦西、比耶尔地区弗勒里。

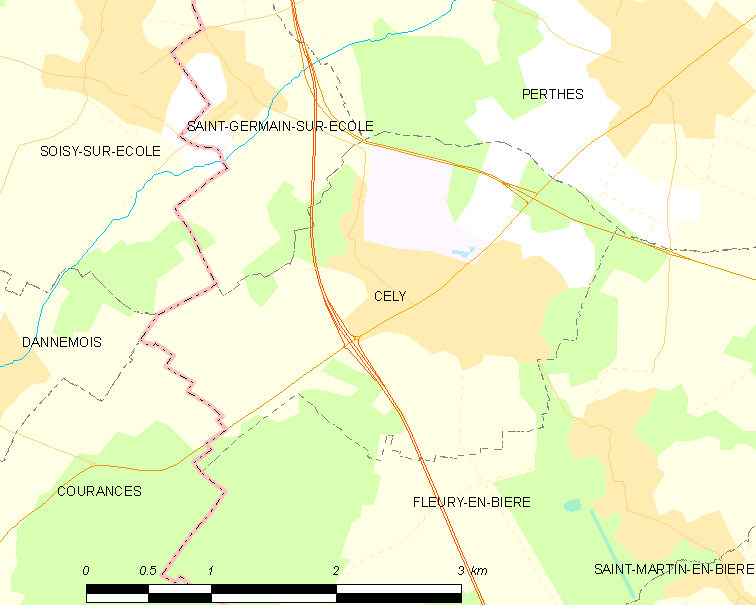
塞利的OSM定位图

塞利的时区为UTC+01:00、UTC+02:00（夏令时）。

## 行政
塞利的邮政编码为77930，INSEE市镇编码为77065。

## 政治
塞利所属的省级选区为枫丹白露县。

## 人口

1962-2008年间塞利人口变化图示

塞利于2022年1月1日时的人口数量为1256人。